# Famille Caracciolo
 (juin 2019).
Si vous disposez d'ouvrages ou d'articles de référence ou si vous connaissez des sites web de qualité traitant du thème abordé ici, merci de compléter l'article en donnant les références utiles à sa vérifiabilité et en les liant à la section « Notes et références ».

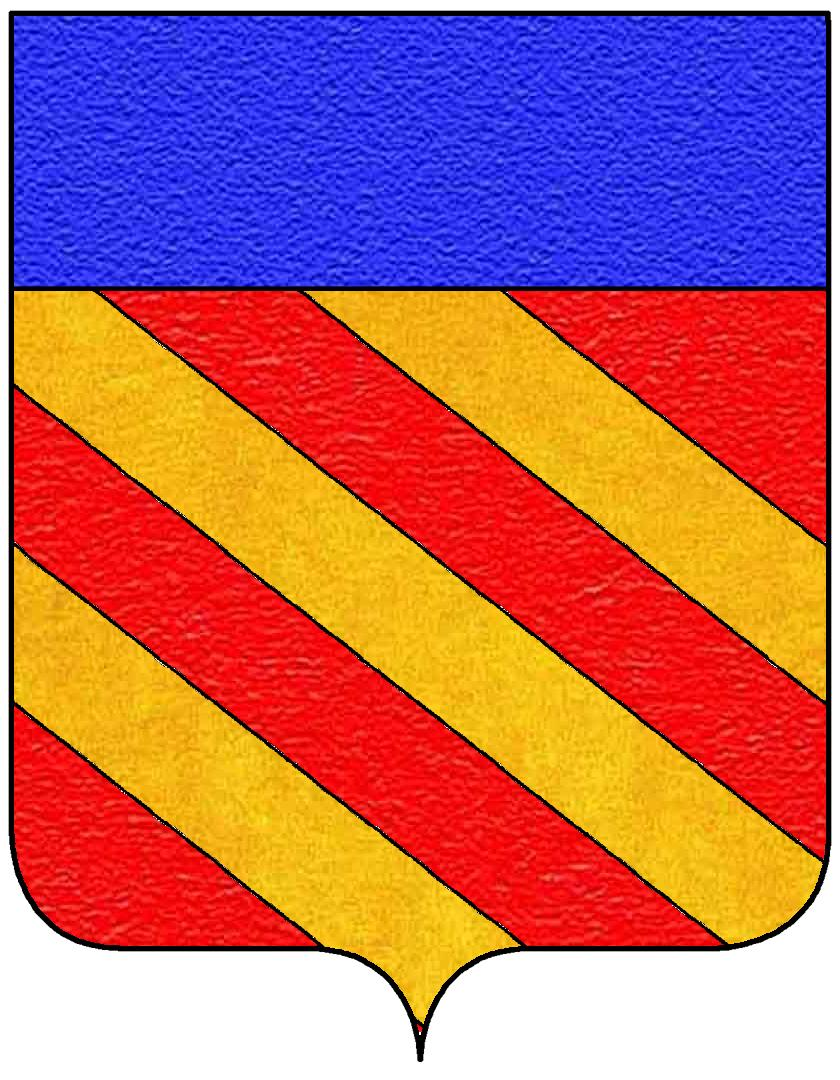
Armoiries de la famille Caracciolo Rossi

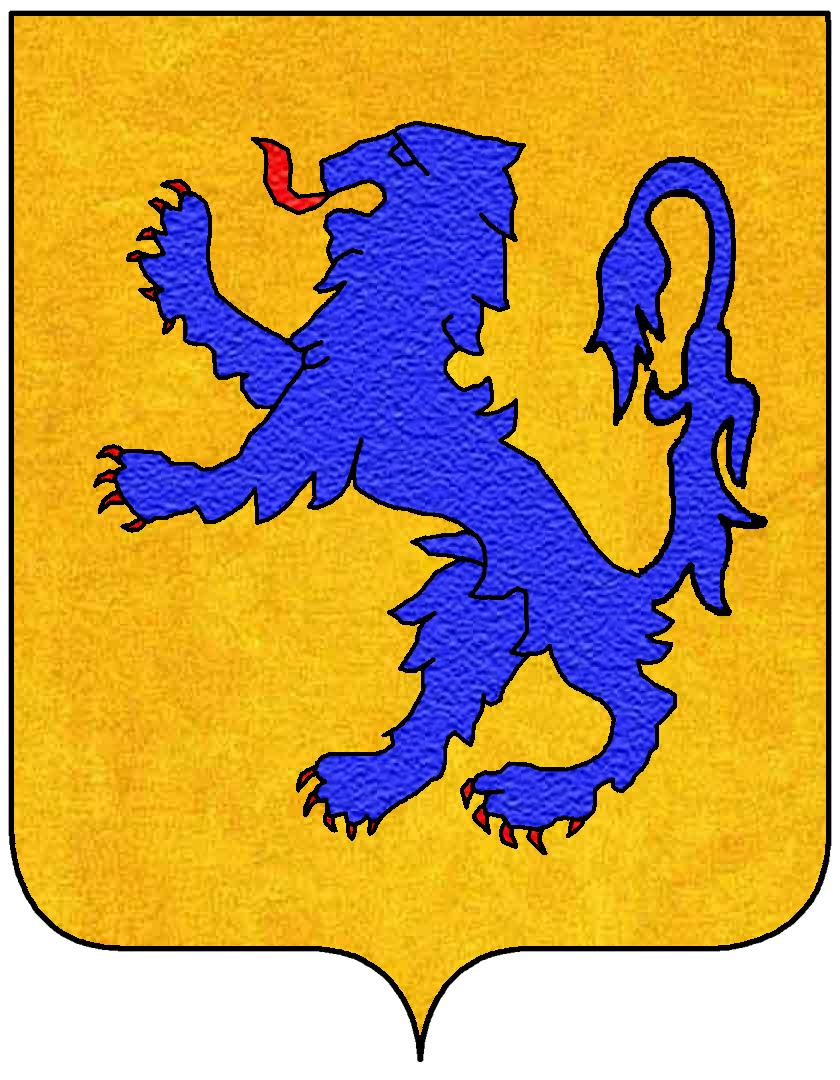
Armoiries de la famille Caracciolo Pisquizi

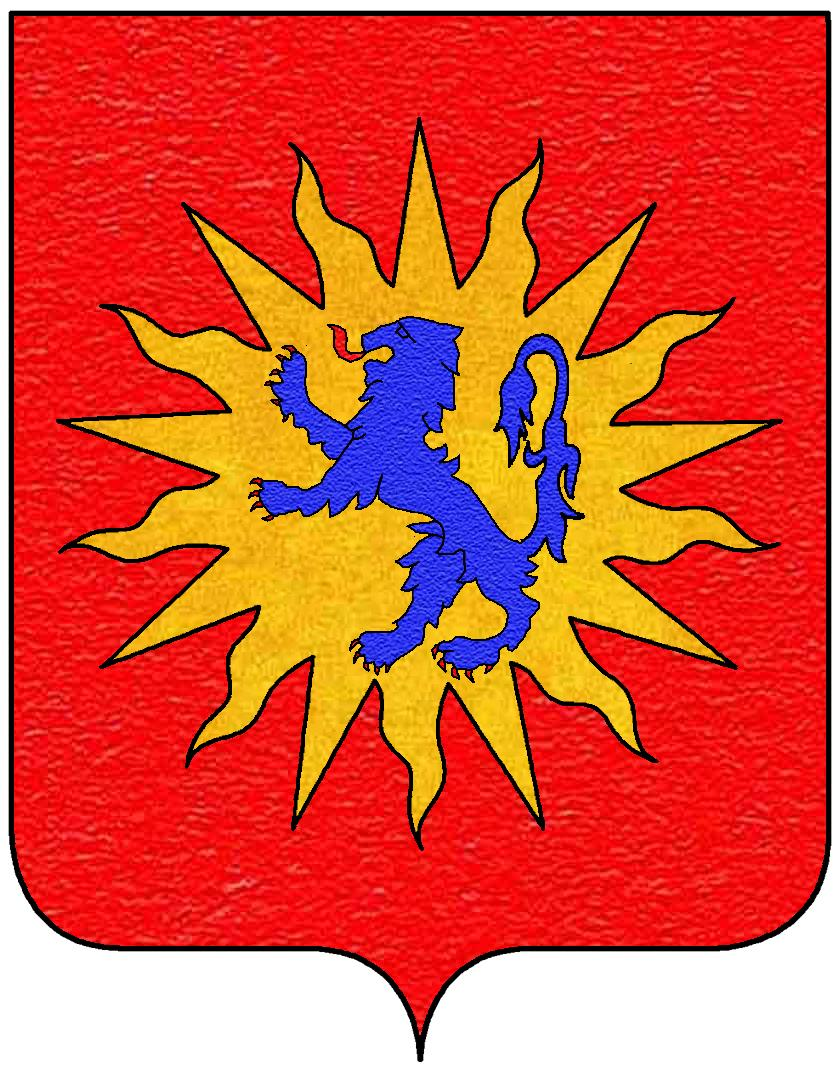
Armoiries de la famille Carcciolo del Sole

Armoiries de la famille, publié en Cronologia della famiglia Caracciola, 1605

La famille Caracciolo (parfois orthographié Caraccioli en français) est l'une des principales maisons nobles d'Italie, originaire de l'ancien royaume de Naples, dont les premières traces remontent au Xe siècle à Naples.

## Historique
La famille est mentionnée pour la première fois au Xe siècle à Naples, en la personne de Teodoro Caracciolo (mort en 976). La famille devient rapidement l'une des grandes lignées féodales du royaume de Sicile normand, accédant à la dignité comtale dès le XIIe siècle, alors que Naples, qui n'est pas encore capitale, gagne en importance.
Toujours existante, elle s'est divisée en plusieurs branches importantes dès le Moyen Âge. À travers ces diverses branches, les Caracciolo ont possédé les plus hauts titres et les plus hautes distinctions au sein de la cour napolitaine. Elle a donné de nombreux militaires, dont un maréchal de France (Jean Caracciolo), des amiraux, des ministres, des diplomates et des vice-rois, des cardinaux et des évêques à l'Église ainsi qu'un saint, saint François Caracciolo. En outre, saint Thomas d'Aquin, grand théologien médiéval et Docteur de l'Église, eut pour mère une membre de la famille Caracciolo, Teodora Caracciolo Rossi.

## Branches et possessions
Parmi les principales branches des Caracciolo se trouvent les Caracciolo Rossi, les Caracciolo Pisquizi et les Caracciolo del Sole, qui utilisent toutes des armoiries différentes. La famille Carafa, autre grande lignée du royaume de Naples, descend également des Caracciolo (de la branche Caracciolo-Rossi), desquels elle s'est séparée dans le courant du XIIe siècle.
La branche des Caracciolo Rossi ont pour premier représentant Riccardo, fils de Landolfo Caracciolo, au début du XIIe siècle. Les Caracciolo Rossi ont donné, à leur tour, naissance à de nombreux rameaux au cours des siècles, les principaux étant les marquis de Vico, les ducs de Brienza, les ducs de Vietri, les ducs de San Vito, les princes de Torchiarolo, les princes d'Avellino et les princes de Forino.
À travers ses différents rameaux, la branche des Caracciolo Rossi a eu pour titres : 
- Princes de : Forino, Atena (1639), Spinoso, Bella, Avellino, Torella (1639), Torchiarolo (1726), Ginnetti (1859), Ripa Francone (1806), Campagna (1662), Candriano (1895) et Princes du Saint-Empire (1715).
- Ducs de : Brienza, Lauriano (1751), Vietri, Mignano (1770), Monténégro (1643), Bernalda, Airola, San Vito (1645), Roccaromana, Atripalda (1572), Boiano, San Giorgio (1626), Lavella (1678), sur le nom de famille (1738).
- Marquis de : Mesuraca (1741), Pannarano (1741), Brienza (1569), Vico (1531), Torrecuso, San Severino (1618), Bella, Valle Siciliana, Monacilione, San Marco.
- Comtes de : Castelrosso, Gerace (1348), Nicastro (1415), Gallarate, Torella (1560), Serino (1635), sur le nom de famille (1902), Gambatesa, Flumeri, San Giovanni Rotondo.

Les Caracciolo Pisquizi descendent d'un autre fils de Landolfo Caracciolo, Filippo, qui a également vécu au début du XIIe siècle à Naples. Les Caracciolo Pisquizi ont eux aussi donné naissance à de nombreux rameaux, dont certains comptèrent parmi les feudataires les plus influents de l'Italie méridionale. Les plus importants sont les comtes d'Oppido, les marquis de Sant'Eramo, les ducs de Martina Franca, les princes de Castagneto et ceux de Santobuono. 
- Princes de : Torrenuova (1647), Castagneto (1724), Melissano (1724), Pettoranello (1731), Santobuono (1590), Marsicovetere (1646), Marano, Cellamare (1787), Cursi, Villa (1649), sur le nom de famille (1717), Scanno.
- Ducs de : Feroleto (1589), Celenza, Montesardo (1539), Resigliano (1746), Martina Franca (1507), Sicignano (1581), Atella, d’Orta, Girifalco (1634), Soreto (1686), Melito, Castelluccio (1755), Barrea, Parete, San Teodoro, Sant'Arpino, Casal di Principe, Castel di Sangro (1611)
- Marquis de : Casalbore (1569), Gioiosa (1594), Sant'Eramo (1639), Barisciano (1628), Castellaneta (1544), Bitetto (1592), Arena (1699), Macchiagodena, Volturara (1589), Cervinara (1629), Mottola (1600), Amorosi (1673), Villamaini, Capriglia (1626), Bucchianico (1518)
- Comtes de : Oppido (1530), Burgenza (1428), Nicastro (1496), Trivento, Loreto, sur le nom de famille (1813), Buccino (1472)

- Filippo Pisquizio Caracciolo
  - Seigneurs de Montefalcone
  - Seigneurs de Pietralcina (éteints au XVIe siècle)
    - Seigneurs de Casalbore, marquis de Volturara et de Sant'Eramo
      - Comtes Rocco Stella, princes Caracciolo-Carafa
      - Marquis de Casalbore, puis princes de Torrenova (éteints en 1803)
      - Seigneurs de Castellana, princes de Torrenova (éteints en 1654)

  - Seigneurs de Tocanisi (éteints au XVIIe siècle)
  - Seigneurs de Pisciotta, appelés Caracciolo d'Aragona
    - Seigneurs de Valle (éteints au XVe siècle)
      - Seigneurs de Parete (étients en 1546)

  - Seigneurs de Calispirio, marquis de Bucchianico, princes de Santobuono
    - Seigneurs, puis ducs de Celenza (éteints en 1764)
      - Seigneurs, puis princes de Villa Santa Maria (éteints en 1805)

    - Seigneurs de Maricovetere (éteints en 1778)
      - Seigneurs de Ripacandida, ducs de Girifalco (éteints en 1812)
      - Seigneurs, puis ducs de Montesardo (éteints en 1788)
        - Seigneurs, puis marquis de Barisciano, princes de Marano

      - Seigneurs de Guarda (éteints au XVIIe siècle)
        - Ducs de Castelluccio, appelés Caracciolo Pinelli
        - Ducs de Resigliano (éteints en 1805)

  - Comtes de Brienza, ducs de Martina (éteints en 1849)
    - Princes de Cursi, appelés Caracciolo Cicinelli (éteints en 1853)
    - Marquis de Macchiagodena (éteints au XVIIe siècle)
    - Marquis de Castellaneta (éteints au XVIe siècle)
    - Seigneurs, puis ducs de Sicignano (éteints en 1652)
    - Marquis de Binetto (éteints en 1626)
    - Seigneurs de Terraloggia (éteints en 1704)
    - Seigneurs d'Avigliano, princes de Pettoranello

  - Seigneurs de Ponte Albano (éteints en 1625)
    - Seigneurs, puis marquis della Gioiosa (éteints en 1604)
      - Barons de Castelnuovo, ducs d'Atella et d'Orta (éteints en 1802)
        - Ducs de Soreto (éteints au XXe siècle)
          - Ducs de Roccaromana (éteints en 1936)

    - Barons de Montepagano (éteints en 1793)
      - Ducs de Rodi (éteints en 1867)

    - Seigneurs de Montaquila
    - Seigneurs d'Orta (éteints en 1628)

Les Caracciolo del Sole descendent des Caracciolo Pisquizi dont ils se sont séparés à la fin du XIVe siècle. Leur premier représentant est Cristiano, descendant des Caracciolo Pisquizi  seigneurs d'Orta. Les Caracciolo del Sole furent :
- Princes de : Capoue (1498)
- Ducs de : Venosa, Capoue, Amalfi, Melfi (1441)
- Comtes de : Avellino, Sant'Angelo dei Lombardi

## Proprietés
Plusieurs palais Caracciolo existent toujours à Naples, comme le vaste palais Caracciolo de Santobuono bâti à la fin du XVIe siècle, le palais Cioffi-Caracciolo ou le palais Caracciolo di San Teodoro, en style néoclassique pompéien du début du XIXe siècle, ou encore le palais Guevara di Bovino appartenant au prince Camillo Caracciolo au XIXe siècle. Le palais ducal de Martina Franca, dans les Pouilles, fut également bâti par les Caracciolo au cours du XVIIe siècle et constitue l'une des plus grandes résidences palatiales de la région. À Naples, la chapelle Caracciolo di Vico compte parmi les meilleurs exemples d'architecture et de sculpture de la Renaissance italienne tandis que la chapelle Caracciolo del Sole présente l'un des ensembles décoratifs de la première moitié du XVe siècle les mieux préservés du sud d'Italie ainsi que l'imposante tombe de Giovanni Caracciolo, importante œuvre de la première Renaissance.

## Personnalités

### Personnalités politiques
- Camillo Caracciolo di Bella (1821-1888), homme politique italien.
- Carmine Nicolao Caracciolo (1671-1726), vice-roi du Pérou
- Domenico Caracciolo (1715-1789), homme d'État
- Filippo Caracciolo di Castagneto (1903-1965), 8e prince de Castagneto, homme politique italien.
- Francesco Caracciolo (1752-1799), duc de Brienza, amiral napolitain.
- Francesco Ier Caracciolo (1613-1655), 7e duc de Martina Franca.
- Fabrizio Caracciolo (1607-1683), 2e duc de Girifalco, conseiller du Conseil Saint-royal du royaume de Naples.
- Gaetano Caracciolo (it) (1837-1909), homme politique italien, sénateur du royaume d'Italie (1861-1946).
- Gerolamo Maria Caracciolo (1617-1682), prince de Camapagna, militaire au service de l'Espagne.
- Giambattista Caracciolo ( ? - 1523), 2e duc de Martina Franca, grand chancelier du royaume de Naples de 1520 à 1523.
- Giovanni Caracciolo (? - 1432), gentilhomme napolitain, secrétaire et favori de la reine Jeanne II de Naples.
- Luigi Caracciolo (it) (1826-1889), homme politique italien.
- Petracone Caracciolo (it) ( ? - 1522), 1er duc de Martina Franca, grand chancelier du royaume de Naples de 1498 à 1520.
- Petracone II Caracciolo ( ? - 1576), 3e duc de Martina Franca.
- Petracone V Caracciolo (it) (1655-1704), duc de Martina Franca.
- Placido Caracciolo (1785-1815), 13e duc de Martina Franca.

### Militaires
- Carlo Maria Caracciolo (mort en 1641), militaire au service de l'Espagne
- Jean Caraccioli, maréchal de France
- Tommaso Caracciolo (en) (1572-1631), duc de Roccarainola, militaire italien, maréchal de camp sous les ordres de Tilly (1559-1632), puis général de la Ligue catholique pendant la guerre de Trente Ans

### Religieux
- Antoine Caraccioli, religieux italien du XVIe siècle ;
- Diego Innico Caracciolo (1759-1820), cardinal italien.
- Filippo Giudice Caracciolo (1785-1844), cardinal italien.
- François Caracciolo (1563-1608), saint italien, fondateur des clercs réguliers mineurs.
- Galeazzo Caracciolo (1517-1586), marquis de Vico, noble napolitain et théologien italien.
- Giovanni Costanzio Caracciolo (1715-1780), cardinal
- Innico Caracciolo (1607-1685), cardinal
- Innico Caracciolo iuniore (1642-1730), cardinal
- Marino Ascanio Caracciolo (1468-1538), cardinal italien.
- Niccolò Caracciolo (1658-1728), cardinal
- Riccardo Caracciolo ( ? - 1395), 33e grand maître des Hospitaliers de l'ordre de Saint-Jean de Jérusalem.

### Autres parcours
- Allegra Caracciolo, (née en 1945), philanthrope italienne.
- Carlo Caracciolo (1925-2008), éditeur italien, fondateur du Groupe L'Espresso.
- Enrichetta Caracciolo (1821–1901), patriote de l'Unité italien et écrivain italienne.
- Louis Antoine Caraccioli, écrivain français (1719-1803), descendant d'une branche mineure de la famille.
- Marella Agnelli Caracciolo di Castagneto (née en 1927), collectionneur d'art et mécène, veuve de Giovanni Agnelli.
- Rudolf Caracciola (1901-1959), pilote automobile, Allemand puis Suisse, immigrée en Allemagne au cours de la Guerre de Trente Ans.